# White Flag
«White Flag» (en español: «Bandera blanca») es una canción interpretada por la cantautora inglesa Dido. Fue publicado como el sencillo principal de su segundo álbum de estudio Life for Rent (2003). El sencillo fue lanzado en julio de ese mismo año alcanzado el número 1 en Australia y Alemania; número 2 en el Reino Unido; número 5 en Francia y el número 18 en el Billboard Hot 100 de los Estados Unidos, el cual alcanzó el número 8.
«White Flag» es el mayor éxito de la carrera de Dido. Es considerada como una de sus canciones representativas y ayudó al álbum Life for Rent a vender alrededor de doce millones de copias en el mundo.
La canción fue nominada para mejor interpretación vocal pop femenina en la 46.ª edición de los Premios Grammy.

## Composición
La canción fue escrita y producida por Dido, Rollo Armstrong y Rick Nowels. En la canción, la protagonista no está dispuesta a darse por vencida, incluso sabiendo que su relación ha terminado. En una guerra, una bandera blanca significa la rendición. Al afirmar que "No habrá bandera blanca" (en inglés: There will be no white flag), que indica que no va a renunciar a la relación y que ella tiene la intención de luchar hasta el final y que no va a renunciar a su relación con su pareja. Dido escribió la canción sobre una relación en el pasado, pero más tarde dijo que inicialmente lamentó escribirlo, ya que causó más problemas con la persona involucrada. Sin embargo, ha dicho que ahora le gusta interpretar la canción.
White flag comienza con un acorde único sintetizado que recuerda a «Nothing Compares 2 U» de Sinéad O'Connor. Cuenta con sonido multicapa, delicado piano outro y cuerdas. De acuerdo con la partitura publicada en Musicnotes.com, está escrito en la tonalidad de re menor y la voz de Dido va desde la baja nota de A3 a la nota alta de C5.

## Video musical
El video musical de la canción fue dirigido por Joseph Kahn. Éste cuenta con la aparición del actor David Boreanaz.

## Lista de canciones
Reino Unido – Sencillo en CD
1. «White Flag» – 3:40
2. «Paris» – 3:24
3. «White Flag» (Johnny Toobad mix) – 6:17

 Estados Unidos – Sencillo en CD
1. «White Flag» (radio edit) – 3:36
2. «Stoned» (Deep Dish radio edit) – 4:02
3. «Paris» – 3:24
4. «White Flag» (video) – 3:40

 Estados Unidos – DVD sencillo
1. «White Flag» (video) – 3:40
2. «Life For Rent» (video) – 3:41

 Francia – Sencillo en CD
1. «White Flag» – 3:58
2. «Paris» – 3:24

## Posicionamiento en listas y certificaciones
| Lista (2003)                             | Mejor posición |
| ---------------------------------------- | -------------- |
| Alemania (Offizielle Deutsche Charts)    | 1              |
| Australia (ARIA)                         | 1              |
| Austria (Ö3 Austria Top 40)              | 1              |
| Bélgica (Flandes) (Ultratop 50)          | 3              |
| Bélgica (Valonia) (Ultratop 50)          | 2              |
| Dinamarca (Tracklisten)                  | 2              |
| España (Top 100 Canciones)               | 11             |
| Estados Unidos (Billboard Hot 100)       | 18             |
| Estados Unidos (Adult Alternative Songs) | 16             |
| Estados Unidos (Adult Contemporary)      | 2              |
| Estados Unidos (Adult Top 40)            | 4              |
| Estados Unidos (Dance/Mix Show Airplay)  | 9              |
| Estados Unidos (Mainstream Top 40)       | 19             |
| Europa (European Hot 100)                | 1              |
| Finlandia (OFC)                          | 19             |
| Francia (SNEP)                           | 5              |
| Irlanda (IRMA)                           | 2              |
| Italia (FIMI)                            | 1              |
| Noruega (VG-lista)                       | 17             |
| Nueva Zelanda (Recorded Music NZ)        | 12             |
| Países Bajos (Dutch Top 40)              | 4              |
| Reino Unido (UK Singles Chart)           | 2              |
| Rusia (Tophit)                           | 28             |
| Suecia (Sverigetopplistan)               | 2              |
| Suiza (Schweizer Hitparade)              | 1              |

| País           | Organismo certificador | Certificación    | Ventas  |
| -------------- | ---------------------- | ---------------- | ------- |
| Alemania       | BVMI                   | Disco de Oro     | 150 000 |
| Australia      | ARIA                   | Disco de Oro     | 35.000  |
| Austria        | IFPI (Austria)         | Disco de Oro     | 15 000  |
| Bélgica        | BEA                    | Disco de Oro     | 25 000  |
| Estados Unidos | RIAA                   | Disco de Oro     | 500 000 |
| Noruega        | IFPI (Noruega)         | Disco de Platino | 10 000  |
| Suiza          | IFPI (Suiza)           | Disco de Oro     | 20 000  |

### Sucesión en listas
| Anterior: «You Weren't There» de Lene Marlin          | FIMI — Sencillo Nro 1 18 de septiembre de 2003 — 25 de septiembre de 2003          | Siguiente: «Never Leave You (Uh Oooh, Uh Oooh)» de Lumidee |
| Anterior: «Where Is the Love?» de The Black Eyed Peas | ARIA Charts — Sencillo Nro 1 28 de septiembre de 2003 — 5 de octubre de 2003       | Siguiente: «Not Me, Not I» de Delta Goodrem                |
| Anterior: «Unrockbar» de Die Ärzte                    | Media Control Charts — Sencillo Nro 1 3 de octubre de 2003 — 10 de octubre de 2003 | Siguiente: «Where Is the Love?» de The Black Eyed Peas     |
| Anterior: «Maria (I Like It Loud)» de Scooter         | Ö3 Austria Top 40 — Sencillo Nro 1 5 de octubre de 2003 — 19 de octubre de 2003    | Siguiente: «Where Is the Love?» de The Black Eyed Peas     |